# 第83回優駿牝馬
第83回優駿牝馬は、2022年5月22日に東京競馬場で施行された競馬の競走である。
優勝馬はスターズオンアース（鞍上、クリストフ・ルメール）。

## 新型コロナウイルスによる影響
本レースは、JRAが5月5日にオークスと日本ダービーが開催される週は、それまでの規制を大幅に緩和する指定席1万489席および入場券6万枚を販売すると発表、これにより最大で7万人以上の観客が入場可能となった。入場者は事前にネット予約で指定席券又は入場券を購入した観客に入場を限定して開催される。結果、当日の入場人員は3万552人となり2019年以来の大入りだった。

## 出走馬の状況
桜花賞で上位5着以内に入線した馬は、3着のナムラクレアを除き全馬出走を決めた。
また桜花賞の前哨戦であるチューリップ賞を制し、桜花賞で1番人気に押されながら10着に敗れたナミュールも出走を決めた。
その他、フラワーカップ優勝馬のスタニングローズ 、同レース2着のニシノラブウインク、フローラステークスを制したエリカヴィータ、忘れな草賞を勝ったアートハウスなど桜花賞を回避した馬も名を連ねた。

### 人気
前日時点での1番人気は阪神ジュベナイルフィリーズを制している2歳女王のサークルオブライフで4.0倍、続く2番人気がアートハウスで6.7倍、3番人気が桜花賞優勝馬のスターズオンアースで7.2倍、さらに続くのが、ナミュールで7.3倍、エリカヴィータの9.6倍となり圧倒的支持を受けた馬はおらず本命不在の混戦模様となった。

## 出走馬と枠順
2022年5月22日 第2回東京競馬第10日目 第11競走
発走予定時刻：15時40分
晴、馬場状態: 良、発走: 15時40分
※全頭とも性齢は「牝3歳」、斤量は55kg。
| 枠番 | 馬番 | 競走馬名           | 騎手                 | 調教師     | 馬主                                 | オッズ   | 人気     | 馬体重 [kg] |
| ---- | ---- | ------------------ | -------------------- | ---------- | ------------------------------------ | -------- | -------- | ----------- |
| 1    | 1    | ウォーターナビレラ | 武豊                 | 武幸四郎   | 山岡正人                             | 13.3     | 7        | 468         |
| 1    | 2    | スタニングローズ   | ダミアン・レーン     | 高野友和   | （有）サンデーレーシング             | 28.2     | 10       | 474         |
| 2    | 3    | アートハウス       | 川田将雅             | 中内田充正 | H.H.シェイク・ファハド               | 6.5      | 2        | 476         |
| 2    | 4    | ルージュエヴァイユ | 池添謙一             | 黒岩陽一   | （株）東京ホースレーシング           | 11.2     | 5        | 450         |
| 3    | 5    | サウンドビバーチェ | 石橋脩               | 高柳大輔   | 増田雄一                             | 競走除外 | 競走除外 | 競走除外    |
| 3    | 6    | サークルオブライフ | ミルコ・デムーロ     | 国枝栄     | 飯田正剛                             | 3.2      | 1        | 484         |
| 4    | 7    | ホウオウバニラ     | 横山典弘             | 安田翔伍   | 小笹芳央                             | 156.3    | 15       | 412         |
| 4    | 8    | ナミュール         | 横山武史             | 高野友和   | （有）キャロットファーム             | 7.1      | 4        | 426         |
| 5    | 9    | エリカヴィータ     | 福永祐一             | 国枝栄     | 三木正浩                             | 11.5     | 6        | 440         |
| 5    | 10   | ラブパイロー       | 野中悠太郎           | 大和田成   | 増田陽一                             | 187.0    | 17       | 476         |
| 6    | 11   | ベルクレスタ       | 吉田隼人             | 須貝尚介   | （有）サンデーレーシング             | 18.8     | 9        | 460         |
| 6    | 12   | ライラック         | 横山和生             | 相沢郁     | 芹澤精一                             | 42.4     | 12       | 426         |
| 7    | 13   | パーソナルハイ     | 吉田豊               | 矢作芳人   | （株）G1レーシング                   | 38.5     | 11       | 462         |
| 7    | 14   | シーグラス         | 松岡正海             | 武藤善則   | （株）サラブレッドクラブ・ラフィアン | 159.4    | 16       | 418         |
| 7    | 15   | ピンハイ           | 高倉稜               | 田中克典   | 北畑忍                               | 51.5     | 13       | 402         |
| 8    | 16   | プレサージュリフト | 戸崎圭太             | 木村哲也   | （有）サンデーレーシング             | 14.8     | 8        | 468         |
| 8    | 17   | ニシノラブウインク | 三浦皇成             | 小手川準   | 西山茂行                             | 132.0    | 14       | 460         |
| 8    | 18   | スターズオンアース | クリストフ・ルメール | 高柳瑞樹   | （有）社台レースホース               | 6.5      | 3        | 464         |

出典：

## 発走直前のトラブル
全馬が本馬場入場後、ゲート入り直前まで順調に進み、いよいよファンファーレが演奏されるという瞬間に突如、5番のサウンドビバーチェが暴れ出し、騎乗していた石橋脩騎手が振り落とされた。放馬したサウンドビバーチェは逆走を始め向正面手前でUターンし再びゲートのある正面スタンド側に戻ってきた。サウンドビバーチェは馬体検査ののち競走除外となり、その馬に関係するすべての馬券が返還となった。暴れた原因はスタート前の輪乗りで、他馬に顔を蹴られ制御不能に陥ったため。これにより、発走が予定時刻より大幅に遅れ15分後にようやく発走となり実際にレースが始まったのは15時55分であった。GIでの15分の発走遅延は1984年のグレード制導入後のGIレースでは最長の遅延であった。

## レース結果

### レース着順
競走成績は以下のとおり。
| 着順 | 枠番 | 馬番 | 競走馬名           | タイム       | 上3F         | 着差         |
| ---- | ---- | ---- | ------------------ | ------------ | ------------ | ------------ |
| 1    | 8    | 18   | スターズオンアース | 2:23.9       | 33.7         |              |
| 2    | 1    | 2    | スタニングローズ   | 2:24.1       | 34.0         | 1 3/4        |
| 3    | 4    | 8    | ナミュール         | 2:24.3       | 34.0         | 1 3/4        |
| 4    | 7    | 15   | ピンハイ           | 2:24.4       | 34.0         | 1            |
| 5    | 8    | 16   | プレサージュギフト | 2:24.5       | 34.5         | クビ         |
| 6    | 2    | 4    | ルージュエヴァイユ | 2:24.6       | 34.0         | 3/4          |
| 7    | 2    | 3    | アートハウス       | 2:24.9       | 35.4         | 1 3/4        |
| 8    | 8    | 17   | ニシノラブウインク | 2:25.0       | 35.9         | 3/4          |
| 9    | 5    | 9    | エリカヴィータ     | 2:25.0       | 35.0         | クビ         |
| 10   | 6    | 11   | ベルクレスタ       | 2:25.2       | 34.8         | 1            |
| 11   | 6    | 12   | ライラック         | 2:25.4       | 34.5         | 1 1/4        |
| 12   | 3    | 6    | サークルオブライフ | 2:25.8       | 34.8         | 2 1/2        |
| 13   | 1    | 1    | ウォーターナビレラ | 2:26.1       | 35.5         | 2            |
| 14   | 7    | 14   | シーグラス         | 2:26.1       | 35.3         | ハナ         |
| 15   | 5    | 10   | ラブパイロー       | 2:26.1       | 36.3         | クビ         |
| 16   | 7    | 13   | パーソナルハイ     | 2:26.4       | 37.1         | 1 3/4        |
| 17   | 4    | 7    | ホウオウバニラ     | 2:27.0       | 35.9         | 3 1/2        |
|      | 3    | 5    | サウンドビバーチェ | （競走除外） | （競走除外） | （競走除外） |

### データ
| 1000m通過タイム   | 60.6秒（ニシノラブウインク） |
| 上がり4ハロン     | 46.4秒                       |
| 上がり3ハロン     | 34.8秒                       |
| 最速上がり3ハロン | 33.7秒（スターズオンアース） |

### 払戻金
|        | 馬番/枠番 | 人気 | 金額（円） |
| ------ | --------- | ---- | ---------- |
| 単勝   | 18        | 3    | 650        |
| 複勝   | 18        | 2    | 230        |
| 複勝   | 2         | 10   | 730        |
| 複勝   | 8         | 4    | 340        |
| 馬単   | 18-2      | 48   | 12,750     |
| 馬連   | 2-18      | 29   | 8,150      |
| 枠連   | 1-8       | 6    | 1,420      |
| ワイド | 2-18      | 34   | 2,890      |
| ワイド | 8-18      | 10   | 1,210      |
| ワイド | 2-8       | 42   | 3,850      |
| 三連複 | 2-8-18    | 62   | 19,360     |
| 三連単 | 18>2>8    | 390  | 119,010    |

## エピソード
- 勝ったスターズオンアースは2020年のデアリングタクト以来史上16頭目となる牝馬クラシック二冠を達成。
- 騎手のクリストフ・ルメールは2018年のアーモンドアイで勝利して以来オークス3勝目（2017年のソウルスターリング、2018年のアーモンドアイ）。GI勝利はグランアレグリアで制覇した昨年のマイルチャンピオンシップ以来となる通算41勝目。
- 調教師の高柳瑞樹はオークス初勝利。GI勝利は同馬で制覇した桜花賞に続き通算2勝目。

## テレビ・ラジオ中継
本レースのテレビ・ラジオ中継の放送体制。なお、NHK職員および民放各社社員の役職、並びにその他の出演者の肩書はレース当時のもの。
- 日本放送協会（NHK）（NHK競馬中継）[8]
  - 実況：小宮山晃義（協会本部・メディア総局アナウンス室）
  - パドック実況：浅井僚馬（広島放送局）
  - 番組司会：高木優吾（仙台放送局）
  - 解説：鈴木康弘（日本調教師会 名誉会長）
- ラジオNIKKEI
  - 実況：大関隼（東京本社）
- フジテレビ（みんなのKEIBA）
  - 実況：立本信吾
  - 解説：板津雄志（サンケイスポーツ）
  - 番組司会：DAIGO、佐野瑞樹、堤礼実
  - 番組内ゲスト：小島瑠璃子
- BSフジ（BSスーパーKEIBA）
  - 番組司会：青嶋達也（フジテレビアナウンス室スポーツ統括担当部長）、小澤陽子
  - 番組内ゲスト：横山ルリカ
  - 解説：沢田知希（競馬エイト）
- 東海テレビ（KEIBA BEAT）
  - 番組司会：蛍原徹、国生千代（東海テレビアナウンサー）
  - 番組内ゲスト：鎌田菜月、熊崎晴香（ともにSKE48）
  - 解説：大野英樹（中日スポーツ）
- NST新潟総合テレビ（NSTみんなのKEIBA）
  - 番組司会：鈴木秀喜（NST放送企画本部制作部長）、松尾和泉（NSTアナウンサー）
  - 番組内ゲスト：田中道子
  - 解説：漆山貴禎（サンケイスポーツ）、翔太郎（競馬エイト）

## 発走遅延による影響

### 他の馬への精神的影響
今回の異常かつ大幅な発走遅延はレース全体面とテレビ放送に著しい悪影響を残した。まず、この発走遅延により他の17頭の馬達は晴天で気温25.5度の夏日かつ前日には降雨がありむしむしした状況のなか15分近くゲート前で待つことを強いられた。3歳牝馬はただでさえデリケートなうえ、馬たちはゲート裏で輪乗りが始まるとスタートが近いということを理解している。しかし、なかなかゲートに誘導されず、輪乗りを続けさせられることとなった。こうなると、神経質すぎたり、我慢強さが足りなかったりする馬はイライラして脱落してしまう。現に1番人気ながら見せ場なく12着に沈んだサークルオブライフに騎乗していたデムーロ騎手は「ゲート内でイライラして出遅れてしまった。最初から脚が出ない感じだったし、最後まで反応がなかった」と話し、同馬を管理する国枝栄調教師も「ゲートの後ろでずいぶん気持ちが高ぶって、終わっちゃったね。競馬の前にピークアウトしちゃった感じ」と語っている。他にも桜花賞2着馬のウォーターナビレラに騎乗した武豊騎手からは「ゲートで待たされて突進してしまった。それが全て。」とデビューから初めての2桁着順となる13着に惨敗した理由を述べている。同様にライラックに騎乗していた横山和生騎手も発走遅延が少なからず同馬の精神面に影響してしまったと話している。結果的に、勝ったスターズオンアースは大外18番枠。前年までの10年間で3着以内が1頭もいない鬼門の枠だったのだが、後入れの偶数枠、最後から4頭目くらいに枠入りしたことにより、ゲート内で待たせれてさらにストレスを溜めることなくスタートができたなど元からメンタル面が強いとされているスターズオンアースにとって有利に働いた面が多い。この遅延に関してJRA裁決委員は「JRAでは馬体検査を実施せずに競走除外にすることはない」としマニュアル通りの対応だったとする一方で結果的に長時間の発走遅延がレース結果に大きく影響したのは事実であり、競走除外に関する運用ルールの見直しを求める声も上がった。
元騎手で競馬評論家の安藤勝己も勝ったスターズオンアースを「人馬で精神力が強かったってことやろね。」と称賛する一方、スタートが10分以上も遅れたことに関して、「大観衆かつ放馬でスタート待たされた影響で、集中力切れた馬が多かった」と指摘し、自身のTwitterでは「JRAは今日のオークスを教訓に競走除外の見直ししたほうがいい。スピード面ね。テレビ中継、レースの結果としてもファンに迷惑かけたと思うよ。誰がどう見たってあの疲労で走らせられる訳ないし、馬券買ってる側からすれば、放馬した時点で取消して納得なんやから。」と私見を述べ、JRAに対して競走除外の基準に関しての見直しを求めた。

### テレビ放送への影響
異例の大幅遅延により同レースは前述の通り本来ならば15時40分発走予定が15時55分になったことにより、関西テレビ（以下「カンテレ」）で放送していた競馬番組「KEIBA BEAT」でのレース中継にて各馬が第3コーナーに向かう途中で突然CMが挿入され中継が中断される形となった。これにより一時Twitterには「レース中」がトレンド入りした。
また、一部ではカンテレやキー局であるフジテレビに抗議が殺到する事態となったが、今回の放送ではカンテレと同じFNS系列の東海テレビが制作を担当していたため完全な濡れ衣騒動が起きた。その後、東海テレビは「最初から最後までレースの放送をお伝えできなかったことをお詫び申し上げます。現場では、競馬ファンの方にレースのスタートをお見せすることを最優先し、結果としてレース発走後にCMを入れることになってしまいました。エンドロールの20秒間にゴールシーンのVTRを入れるのが精一杯でした」と謝罪のコメントを出した。さらに翌週（第89回 日本ダービー）の放送でもアナウンサーの国生千代が「先週のオークスではレースの発走時刻が遅れたため、最後までお伝えできず失礼いたしました」とお詫びの弁を述べた。また、BSフジの「BSスーパーKEIBA」のMCである青嶋達也も番組の冒頭で謝罪している。
尚、BS1で放送されたNHKは、レース自体はフルで放送し、勝利騎手インタビューは16時にメインの101chから臨時放送対応のサブチャンネル102chに切り替えて延長放送された。

### 注脚
1. ↑  当日の指定席及び入場券の現金発売は行われない。
2. ↑  2019年の入場者数は6万1596人
3. ↑  この日の中央競馬西日本地区は中京競馬場（愛知県豊明市）での開催〈第3回中京競馬6日目〉であったため、同競馬場からの中継放送という形になっていた。